# Revenire la viață (film)
Revenire la viață (în engleză Awakenings) este un film dramă american din 1990 bazat pe cartea de memorii Awakenings (1973) a lui Oliver Sacks. El relatează povestea adevărată a neurologului britanic Oliver Sacks, portretizat sub numele de Malcolm Sayer și interpretat de Robin Williams, care a descoperit în 1969 efectele benefice ale drogului L-Dopa, nou descoperit în acea vreme. El a administrat drogul unor pacienți catatonici ce supraviețuiseră epidemiei de encefalită letargică din 1917-1928. Leonard Lowe (interpretat de Robert De Niro) și restul pacienților au fost "readuși la viață" după decenii de trai în stare catatonică și au trebuit să se descurce acum într-o cu totul altă perioadă. Filmul a fost nominalizat la trei premii Oscar.
Regizat de Penny Marshall, filmul a fost produs de către Walter Parkes și Lawrence Lasker, care au întâlnit pentru prima dată cartea în calitate de studenți la Universitatea Yale. În filmul Revenire la viață interpretează actori ca Robert De Niro, Robin Williams, Julie Kavner, Ruth Nelson, John Heard, Penelope Ann Miller și Max Von Sydow. În plus, apare legenda jazz-ului Dexter Gordon (care a murit înainte de lansarea filmului), care apare ca pacient și necunoscuții pe atunci Bradley Whitford, Peter Stormare, Vin Diesel și Vincent Pastore care interpretează un medic, un neurochimist, un infirmier și un alt pacient.

## Rezumat
În 1969, Dr. Malcolm Sayer (Robin Williams) este un medic dedicat și atent la un spital local din cartierul Bronx al orașului New York. După ce lucrează intensiv cu pacienți catatonici care au supraviețuit epidemiei de encefalită letargică din 1917-1928, Sayer descoperă anumiți stimuli la care răspund acei pacienți; acțiuni ca prinderea unei mingi aruncată către ei, ascultarea de muzică familiară și atingerea umană au efecte unice asupra pacienților speciali și oferă o incursiune în lumea lor. Leonard Lowe (Robert De Niro) se dovedește evaziv în această privință, dar Sayer descoperă în curând că Leonard este capabil să comunice cu el folosind o placă Ouija.
După ce participă la o prelegere ținută la o conferință pe tema drogului L-Dopa și a succesului său în tratamentul pacienților care suferă de boala Parkinson, Sayer crede că drogul ar putea să-i ajute grupul său de pacienți. Un test realizat cu Leonard Lowe dă rezultate uimitoare și Leonard "se trezește" complet din starea catatonică, iar acest succes îl determină pe Sayer să ceară fonduri de la donatori, astfel încât toți pacienții catatonici să poată primi tratament cu L-Dopa și să se "trezească" înapoi la realitate.
Între timp, Leonard se adaptează la noua sa viață și devine interesat romantic de Paula (Penelope Ann Miller), fiica unui alt pacient din spital și începe să petreacă timp cu ea atunci când ea vine la spital pentru a-și vizita tatăl. Leonard începe să încalce restricțiile impuse asupra lui ca pacient al spitalului, dorind să aibă libertatea de a veni și pleca după cum îi place și stârnește o revoltă argumentându-și cazul în mod repetat în fața lui Sayer și a administrației spitalului. Sayer observă că Leonard devine din ce în ce mai agitat și se bate cu personalul spitalului încercând să fugă, încep să se manifeste o serie de ticuri faciale și de corp și Leonard are dificultăți în controlul acestora.
În timp ce Sayer și personalul spitalului continuă să fie încântați de succesul tratamentului cu L-Dopa cu acest grup de pacienți, ei află curând că este o măsură temporară. În calitate de primul "trezit", Leonard este, de asemenea, primul care demonstrează durata limitată a acestei perioade de "trezire". Ticurile lui Leonard devin din ce în ce mai multe și mai greu de controlat și el începe să meargă tot mai greu, iar toți pacienții sunt nevoiți să asiste la ceea ce li se va întâmpla în cele din urmă și lor. El începe să sufere în curând de spasme complete ale corpului și se poate mișca cu greu. Leonard, cu toate acestea, se luptă cu durerea și îi cere lui Sayer să-l filmeze, în speranța că el va reuși cândva să găsească tratamentul care să-l vindece. Leonard își dă seama că va reveni în starea catatonică și îi spune Paulei că nu mai poate să o vadă. Când el este pe cale să plece, Paula dansează cu el și spasmele sale dispar pentru această perioadă scurtă de timp. Leonard și Dr. Sayer se împacă, dar Leonard revine la starea catatonică la scurt timp. Temerile celorlalți pacienți sunt realizate în mod similar și fiecare dintre ei revine în starea catatonică indiferent de creșterea dozei administrate de L-Dopa. 
Sayer spune unui grup de donatori de fonduri către spital că, deși "trezirea" nu a durat, a avut loc un alt fel de trezire - de a învăța să aprecieze și să trăiască viața. De exemplu, el însuși, care a fost întotdeauna singur, decide să meargă la o întâlnire cu una dintre asistente. Asistentelele îi tratează acum cu mai multă grijă și respect pe pacienții din nou catatonici, iar Paula este văzută vizitându-l pe Leonard. Filmul se încheie cu Sayer stând în picioare lângă Leonard în spatele unei plăci Ouija, cu mâinile sale pe mâinile lui Leonard. "Să începem", spune Sayer.

## Distribuție
- Robert De Niro - Leonard Lowe
- Robin Williams - Dr. Malcolm Sayer
- Julie Kavner - Eleanor Costello
- John Heard - Dr. Kaufman
- Ruth Nelson - doamna Lowe
- Penelope Ann Miller - Paula
- Max Von Sydow - Dr. Peter Ingham
- Alice Drummond - Lucy
- Judith Malina - Rose
- Richard Libertini - Sidney
- Keith Diamond - Anthony
- Peter Stormare - neurochimistul
- Bradley Whitford - Dr. Tyler
- Dexter Gordon - Rolando
- Vincent Pastore - pacientul Ward (ca Vinny Pastore)
- Vin Diesel (necreditat) - infirmier de la spital

## Lansare și recepție
Revenire la viață a fost lansat într-un cerc restrâns la 22 decembrie 1990, având încasări de 417.076 dolari, apoi a fost lansat la 11 ianuarie 1991 către marele public, aducând încasări de 8.306.532 $ în primul week-end și aflându-se pe locul 2 în urma filmului Singur acasă. Filmul este "Certified Fresh" pe situl Rotten Tomatoes, cu 87% dintre critici dându-i o recenzie pozitivă și cu un scor mediu de 6.8 din 10 pe baza a 29 de recenzii.

## Nominalizări
Filmul a primit trei nominalizări la Premiile Oscar:
- Premiul Oscar pentru cel mai bun film - Walter F. Parkes, Lawrence Lasker
- Premiul Oscar pentru cel mai bun scenariu adaptat - Steven Zaillian
- Premiul Oscar pentru cel mai bun actor - Robert De Niro

De asemenea, Robin Williams a fost nominalizat pentru Premiul Globul de Aur pentru cel mai bun actor (dramă).